# Ivan Strumienský
Ivan Strumienský (* 23. července 1961, Český Těšín) je bývalý český volejbalista, který reprezentoval Československo. S jeho reprezentací získal stříbrnou medaili na mistrovství Evropy v roce 1985. Má též bronz ze Světového poháru v roce 1985. Zúčastnil se také evropského šampionátu v roce 1983 (5. místo). Za národní tým nastupoval v letech 1981–1986. Jeho reprezentační kariéru přerušila skutečnost, že v roce 1986 emigroval i s rodinou přes Jugoslávii do tehdejšího Západního Německa. Hrál za kluby Vítkovice Ostrava, Dukla Liberec, ASV Dachau, VfB Fridrichshafen, VC Wolfurt a SSK Feldkirch. V letech 2004–2005 trénoval ženský oddíl TSV Allgäu Team Sonthofen, pak se s volejbalem rozloučil a věnoval se již jen povolení konstruktéra. Jeho druhou manželkou byla slovenská volejbalová reprezentantka Silvia Letková, s níž vytvořil i dvojici v plážovém volejbalu. Jeho strýcem byl československý volejbalový reprezentant Jiří Svoboda. Žije nedaleko Friedrichshafenu. Měl přezdívku Opičák.